# Hampus Bergdahl
Pehr Hampus Bergdahl, född 5 februari 1995, är en svensk fotbollsspelare som spelar för Lilla Torg FF.

## Karriär
Bergdahls moderklubb är Asarums IF, som han lämnade för Mjällby AIF som 16-åring. Bergdahl gjorde sin allsvenska debut den 27 juli 2014 i en 3–0-vinst över IFK Göteborg, där han byttes in i den 66:e minuten mot Daniel Ivanovski.
I juli 2015 lånades Bergdahl ut till moderklubben Asarums IF för resten av säsongen. Han spelade nio matcher och gjorde ett mål för klubben i Division 2.
I januari 2016 flyttade Bergdahl till USA för studier på Syracuse University. Han spelade sex matcher för universitetets fotbollslag 2016. Under sommarlovet på collegeutbildningen var Bergdahl tillbaka i Asarums IF och spelade åtta matcher samt gjorde ett mål i Division 2 2016. 2017 spelade han ytterligare sex matcher för Syracuse Orange.
I januari 2020 värvades Bergdahl av Team TG, där han skrev på ett ettårskontrakt med option på ytterligare ett år. Säsongen 2022 gick Bergdahl till division 3-klubben Lilla Torg FF.